# カタストロフィー理論
カタストロフィー理論（カタストロフィーりろん、カタストロフ理論、英: catastrophe theory）とは、生物の形態発生や言語の構造などのあらゆる現象のモデルとして、力学系を土台とした構造安定性とその不連続な分岐（これをカタストロフという）を用いることで普遍的な説明を行う理論を言う。フランスのルネ・トムによって提唱された。
不連続な現象を説明する画期的な理論として、日本でも一時注目を浴び「ニュートンの力学、ウィーナーのサイバネティクスに比肩しうる革命的理論」と喧伝され盛んに研究、議論された。

## 概要
1955年、アメリカの数学者ハスラー・ホイットニーは、論文『平面から平面への写像』において、特異点理論が急速に発展する契機となった次の定理を証明した。
ホイットニーの定理
曲線から平面への滑らかな写像はすべて、適当に微小な変形をすることによって、その特異点が折り目とひだ（尖点、カスプ）だけになるような写像にすることができる
特異点理論は、数学の抽象的な分野（微分幾何学、代数幾何学、トポロジー、鏡映群論、可換環論、複素空間論など）と応用数学的分野（力学的運動の安定性理論、平衡点の分岐理論、幾何ー波動光学など）との交差点にちょうど位置する。1970年代はじめにフランスの数学者のルネ・トムは、生物学的な形態形成的過程を数学的に正当化するにあたって、特異点理論を中心とするそれら関連領域の総称としてカタストロフ理論（catastrophe theory）という名称を提案した。

## 7つの基本カタストロフ

### 折り目・カタストロフ (Fold catastrophe)
{\displaystyle V=x^{3}+ax\,}

安定と不安定な極値のペアは、折り目分岐で消滅する

aが負の値をとるとき潜在的に2つの極値があり、1つは安定であるがもう1つは不安定である。パラメータaをゆっくりと増加させていくと、系は安定した最小の点に追従することができる。しかしa = 0では安定の極値と不安定の極値が一緒になり消滅する。ここが分岐点である。a > 0では安定する解は存在しない。物理的な系が折り目分岐を追従した場合、aが0に達するとa < 0での解の安定性が突如失われ、系が新しく全く異なる挙動に突然移り変わることがわかる。パラメータaのこの分岐値は「ティッピングポイント」と呼ばれることもある。

### カスプ・カタストロフ (Cusp catastrophe)
{\displaystyle V=x^{4}+ax^{2}+bx\,}
カスプ幾何学は、第2のパラメータbが制御空間に追加された場合に折り目分岐に何が起こるかを探る上で非常に一般的なものである。パラメータを変えると安定性が失われた(a,b)空間に点の「曲線」（青色）が現れ、安定解が突如別の結果にジャンプすることがわかる。
しかしカスプ幾何学では分岐曲線はそれ自体でループし、代替解自体が安定性を失っている第2の分岐を与えることで元の解集合に戻る。bを繰り返し増加させその後に減少させることで系が交互に1つの解に追従し、もう1つにジャンプし、そこでの解に追従し、最初の方にジャンプするというヒステリシスループを観測することができる。
但しこれはパラメータ空間a < 0の領域においてのみ可能である。aが大きくなるとヒステリシスループは小さくなり、aが0以上になると完全に消滅し（カスプ・カタストロフ）1つの安定解しかなくなる。
bを一定にしaを変えたときに何が起こるかを考えることもできる。b = 0の対称的な場合、aが小さくなるとピッチフォーク分岐が観測され、物理系がカスプ点(0,0)を通りa < 0になると1つの安定解が突如2つの安定解と1つの不安定解に分割される（自発的対称性の破れの例）。カスプ点から離れると物理的な解に突然の変化はない。折り目分岐のカーブを通過するときに起こるのは、代わりの2番目の解が得られることだけである。
提案された有名なものとしてカスプ・カタストロフがストレスを受け、おびえたり怒ったりすることで応答する可能性のある犬の行動をモデル化するために使用できるということがある。この提案は適度なストレスでは(a > 0)、犬はどのように刺激されるかに依存しておびえから怒りという滑らかな反応の移行を示すというものであり、しかし高いストレスレベルは領域移動に対応し(a < 0)、このとき犬がおびえると「折り目」点に達するまではこれ以上いらいらしてもおびえたままであり、そこに達すると突如不連続的に怒りモードに突入する。一度「怒り」モードに入るとたとえ直接的な刺激パラメータが大きく減少しても怒ったままとなる。
単純な機械系である「ゼーマン・カタストロフ・マシン」はカスプ・カタストロフをうまく説明している。このデバイスではバネの端の位置が滑らかに変化すると、取り付けられたホイールの回転位置が突然変化することがある。
並列冗長を備えた複雑系のカタストロフィックな失敗は、局所的および外部のストレスの関係に基づいて評価できるところである。構造破壊力学のモデルはカスプ・カタストロフの挙動に類似している。このモデルは複雑系の備えの能力を予測する。
他の応用には化学系および生物系で頻繁に出会う外殻電子移動や、不動産価格のモデリングがある。
折り目分岐とカスプ幾何学はカタストロフィー理論の最も重要な実践的結果である。これらは物理学、工学、数学のモデル化において何度も出てくるパターンである。それらは強力な重力レンズ現象を生み出し、天文学者に対し遠方のクエーサーの複数の画像を生成する重力レンズ現象を介したブラックホールやダークマターを検出するための方法の1つを提供する。
残りの単純なカタストロフ幾何学は比較的特殊化されており、もの珍しい値についてのみ提示されている。

### ツバメの尾・カタストロフ (swallowtail catastrophe)
{\displaystyle V=x^{5}+ax^{3}+bx^{2}+cx\,}

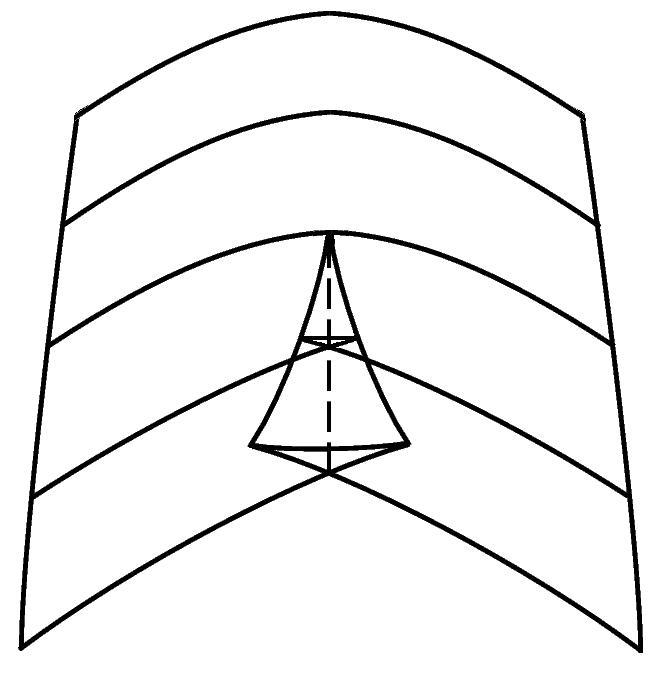
ツバメの尾・カタストロフ面

この制御パラメータ空間は3次元である。パラメータ空間で設定された分岐は折り目分岐の3つの面で構成されており、それらの面はカスプ分岐の2つの線上で交わり、同様に1つのツバメの尾分岐点で交わっている。
パラメータが折り目分岐の面を通過すると、ポテンシャル関数の1つの最小値と1つの最大値が消える。カスプ分岐では2つの最小値と1つの最大値が1つの最小値にとって代わられ、それらを超え折り目分岐が消える。ツバメの尾点では2つの最小値と2つの最大値はすべてxという単一の値になる。ツバメの尾を超えa>0の場合、b と cの値に応じて最大最小ペアが1つ存在するか全く存在しないかのどちらかとなる。折り目分岐の2つの面とa<0であるために一緒になるカスプ分岐の2本の線はツバメの尾点で消え、残りの折り目分岐の単一表面だけに置き換えられる。サルバドール・ダリの最後の絵画The Swallow's Tailはこのカタストロフを基にしている。

### 蝶・カタストロフ (butterfly catastrophe)
{\displaystyle V=x^{6}+ax^{4}+bx^{3}+cx^{2}+dx\,}
パラメータの値により、ポテンシャル関数は折り目分岐の軌跡により分けられる3,2,1つの異なる極小値を持つ。蝶ポイントでは折り目分岐の異なる3つの面、カスプ分岐の2面、ツバメの尾分岐線がすべて一緒になり消滅しa>0のときの単一カスプ構造が残る。

### 双曲的臍・カタストロフ (Hyperbolic umbilic catastrophe)
{\displaystyle V=x^{3}+y^{3}+axy+bx+cy\,}

### 楕円的臍・カタストロフ (Elliptic umbilic catastrophe)
{\displaystyle V={\frac {x^{3}}{3}}-xy^{2}+a(x^{2}+y^{2})+bx+cy\,}

### 放物的臍・カタストロフ (Parabolic umbilic catastrophe)
{\displaystyle V=x^{2}y+y^{4}+ax^{2}+by^{2}+cx+dy\,}